# Dési János
Dési János (Nagy Levin) (Budapest, 1964. december 13. –) magyar újságíró.

## Életpályája
Szülei Dési Illés (1931–2018) higiénikus, egyetemi tanár és Gergely Anikó. Apai nagyszülei Deutsch Imre (1896–1944) urológus és Adler Anna (1899–1994) fogorvos. Dédapja, Adler Illés rabbi volt. 1979–1983 között a budapesti Madách Imre Gimnáziumban tanult. 1983–1986 között az Államigazgatási Főiskola hallgatója volt.
1986–1991 között a Magyar Nemzet gyakornoka, majd munkatársa volt. 1991–1996 között a Magyar Hírlap szerkesztője, 1994–1996 között rovatvezetője. 1996-2012 a Roma Sajtóközpont elnöke. 1996–1998 között az ELTE oktatója. 1996–2002 között a Népszava rovatvezetője, majd vezető szerkesztője, 2002–2015 főszerkesztő-helyettese. 1997–2001 között a Nap TV-ben a Kereszttűz műsorban riporterként dolgozott. 1999–2004 között a Szombat szerkesztőbizottsági tagja. 2001–2011 között a magyar ATV Arcélek, Újságíróklub, Fórum, Civil a pályán, Jam műsorainak szerkesztő-műsorvezetője. 2015-től az egyenlito.blog.hu, majd a b1.blog.hu szerzője.
2002 óta a Klubrádióban szerkesztő-műsorvezető, 2025-től a rádió főszerkesztője.
Korábban több portréműsort vezetett és szerkesztett, valamint az Európai Unióval foglalkozó műsorokat készített.

## Magánélete
1990-ben házasságot kötött Fehérvári Mónikával. Két gyermeke van; Ádám Dániel (1991) és Áron Gergely (1994).

## Könyvei
- Parlamenti ki kicsoda (1994)
- Roma Sajtószervezők kézikönyve (Bernáth Gáborral közösen, 1996)
- Szabad lexikon (2003)
- Az első 140 év, töredékek a Népszava történetéből (szerk.) (2013)[6]
- A magyar szürke 48 árnyalata – Kis politikushatározó Pápai Gábor karikatúráival
- Wallenberg-jegyzőkönyv (2014)
- Melyik a Jobbik? (2015)
- The Interpretauer and the General Secretary (The Kasser case) (2015)
- A láthatatlan légiós, Rónai Gábor regényes élete (2015)
- Árpi bácsi. Történetek, emlékek, anekdoták; Noran Libro, Bp., 2015
- Utószó Lévai Jenő: Deportáció, télach, sczhutzpass című könyvéhez (Budapest, 2016)
- Sajtóstúl a házba – Régi és új anekdoták a média világából (2017)
- Az utolsó sakklovag, Szabó László kalandos élete (2017)
- Lévai Jenő és a zsidósors (2017)
- Justitia nokiás doboza, Menetelés a kétharmad felé (2017)

## Díjai, elismerései
- Radnóti Miklós antirasszista díj (2003)
- Virág F. Éva-díj (2018)
- Magyar Zsidó Kultúráért díj (2019)